# Nguyễn Văn Trường
Nguyễn Văn Trường (1930 – 2018) là nhà giáo và chính khách nổi tiếng người Việt Nam. Ông sinh năm 1930 tại Vĩnh Long; giáo sư tại Viện Đại học Huế; hai lần đảm trách chức vụ Tổng trưởng Bộ Văn hóa Giáo dục thời kỳ chuyển tiếp giữa Đệ Nhất và Đệ Nhị Cộng hòa. Ông là người tích cực vận động và đóng góp vào sự ra đời của Viện Đại học Cần Thơ vào năm 1966.